# Stævnet
Stævnet a fost un club de fotbal din Copenhaga înființat pe 1904. A făcut parte din 1949 din Det Internationale Fodboldstævne (Întâlnirea Internațională a Fotbalului, Staevnet, Întâlnirea) sau Køpenhavn XI (Copenhaga 11), care a fost o asociație reprezentativă daneză de fotbal care și-a atins apogeul înainte de 1970, dar a activat până în 1994. Staevnet a participat în Cupa Orașelor-Târguri, precursoarea actualei Cupe UEFA.
Copenhaga XI a jucat doar în Cupa Orașelor-Târguri. În toate celelalte competiții care integrau cluburi din Copenhaga, participau individual cluburile din Copenhaga. În mod curent, Staevnet alinia jucători din cluburile componente, dar erau împrumutați adesea jucători și de la alte cluburi daneze.
Cele mai multe jocuri ale lui Staevnet erau amicale, fie împotriva rivalei daneze Alliancen, fie împotriva unor echipe străine, deseori britanice, uneori aliniind o echipă comună Staevnet/Alliancen.
Staevnet a avut un total de unsprezece cluburi membre: B93 (din 1904), KB (din 1904), AB (din 1912), B1903 (din 1912), Frem (din 1912), Fremad Amager (din 1949), OB (din 1949), Køge (din 1955), Skovshoved (din 1955), Hidovre (din 1964) și Kastrup (din 1976).
Clubul a participat în 5 sezoane ale Cupei Orașelor-Târguri: 1955-1956; 1958-1959; 1961-1962; 1962-1963; 1963-1964.
Internaționali danezi care au jucat la OB au fost: Knud Lundberg, Bent Koch, Arne Kjeldsen, Christen Brøgger, Verner Nielsen,  Harald Gronemann, George Lees, Egon Henriksen, Knud Petersen, Mogens Machon, Søren Andersen, John Hansen, Jens Peder Hansen, Per Henriksen, Villy Schøne Hansen, Poul Mejer, Egon Rasmussen, Hans Andersen, Ole Sørensen, Jørgen Ravn, Arne Dyrmose, Arvid Christensen, Ole Jørgensen, Poul-Erik Petersen, Henry From, Poul Andersen, Hans Christian Nielsen, Poul Jensen, Bent Hansen, Flemming Nielsen, Poul Pedersen, John Danielsen, Harald Nielsen, Henning Enoksen, Jørn Sørensen, Helge Christian Bronee, Martin Axel Thufason, Johannes Gandil, etc.